# Landratsamt Detmold
| Basisdaten                           | Basisdaten                                         |
| ------------------------------------ | -------------------------------------------------- |
| Bestandszeitraum                     | 1879–1927 (Verwaltungsamt) 1927–1932 (Landratsamt) |
| Verwaltungssitz                      | Detmold                                            |
| Fläche                               | 158 km² (1910)                                     |
| Einwohner                            | 24.395 (1910)                                      |
| Bevölkerungsdichte                   | 154 Einw./km² (1910)                               |
| Gemeinden                            | 34 (1910)                                          |
|                                      |                                                    |
| Lippe am Anfang des 20. Jahrhunderts |                                                    |

Das Landratsamt Detmold war von 1927 bis 1932 ein Verwaltungsbezirk im Freistaat Lippe mit Sitz in der Stadt Detmold. Es ging aus dem Verwaltungsamt Detmold hervor, das 1879 im Fürstentum Lippe eingerichtet worden war.

## Geschichte
1879 wurden im Fürstentum Lippe fünf Verwaltungsämter gebildet, darunter im Süden des Fürstentums das Verwaltungsamt Detmold. Es deckte ungefähr das Gebiet der heutigen Gemeinden Detmold, Lage, Augustdorf, Schlangen und Horn-Bad Meinberg im Kreis Lippe ab. Die Städte Detmold, Horn und Lage blieben amtsfrei und gehörten dem Verwaltungsamt nicht an. Das Verwaltungsamt war in die drei Ämter Detmold, Horn und Lage untergliedert.
1919 wurde aus dem Fürstentum Lippe der Freistaat Lippe. Durch das Lippische Gemeindeverfassungsgesetz von 1927 wurden zum 1. April 1928 aus den beiden Verwaltungsämtern Detmold und Lipperode-Cappel das Landratsamt Detmold gebildet. Da die lippischen Landratsämter während der Weltwirtschaftskrise nicht mehr in der Lage waren, die Kosten der Arbeitslosen- und Krisenfürsorge zu finanzieren, wurde am 14. Oktober 1931 eine Verordnung zur Gliederung des Freistaats Lippe in zwei Kreise erlassen. Zum 1. April 1932 wurde das Landratsamt Detmold aufgelöst und mit dem Landratsamt Blomberg sowie den bis dahin amtsfreien Städten Blomberg, Horn, Lage und Schwalenberg zum neuen Kreis Detmold zusammengefasst. 1934 wurde auch noch die Stadt Detmold in den neuen Kreis eingegliedert.

## Einwohnerentwicklung
|           | Verwaltungsamt Detmold |        |        |
| Jahr      | 1895                   | 1910   | 1925   |
| Einwohner | 21.997                 | 24.395 | 26.788 |

## Gemeinden
Gemeinden des Verwaltungsamts Detmold mit mehr als 1.000 Einwohnern (Einwohnerzahlen von 1925):
| Gemeinde          | Einwohner |
| ----------------- | --------- |
| Augustdorf        | 1.452     |
| Berlebeck         | 1.200     |
| Ehrentrup         | 1.084     |
| Haustenbeck       | 2.112     |
| Heiden            | 1.334     |
| Heidenoldendorf   | 1.056     |
| Heiligenkirchen   | 1.970     |
| Hiddesen          | 1.970     |
| Hörste            | 1.029     |
| Lipperode         | 1.288     |
| Meinberg          | 1.649     |
| Pivitsheide V. L. | 1.590     |
| Schlangen         | 2.102     |